# NKドブ
ノゴメトニ・クルブ・ドブ（スロベニア語: Nogometni Klub Dob, 英語: Dob Football Club）は、スロベニアのゴレンスカ地方の基礎自治体であるドムジャレにある村のドブを本拠地とするサッカークラブである。公式なクラブ名は、スポンサーであるRoltek Dobの名を冠したロルテク・ドブ。2015-16シーズンはスロベニア・セカンドリーグ（2部）に所属している。1961年に創設された。

## タイトル

### 国内タイトル
- スロベニア・セカンドリーグ：1回
  - 2013-14

### 国際タイトル
なし

## 現所属メンバー
2015年5月30日現在
注：選手の国籍表記はFIFAの定めた代表資格ルールに基づく。
| No. | Pos. |                          | 選手名                   |
| --- | ---- | ------------------------ | ------------------------ |
| 1   | GK   | スロベニア               | アルビン・ヴェジロヴィチ |
| 3   | MF   | スロベニア               | ウロシュ・クロプチチ     |
| 5   | DF   | スロベニア               | ヤン・チェシュニェヴァル |
| 7   | DF   | スロベニア               | アルミン・クカヴィツァ   |
| 8   | MF   | ボスニア・ヘルツェゴビナ | アルベルト・ラチッチ     |
| 9   | FW   | スロベニア               | ボルト・セムレル         |
| 10  | MF   | スロベニア               | イェルネイ・レスコヴァル |
| 11  | MF   | スロベニア               | イェルネイ・パペジュ     |
| 12  | GK   | スロベニア               | タデイ・アヴセツ         |
| 14  | MF   | スロベニア               | ガシュペル・レプニク     |
| 15  | DF   | スロベニア               | ダヴィド・ルカンツ       |

| No. | Pos. |            | 選手名                             |
| --- | ---- | ---------- | ---------------------------------- |
| 16  | MF   | スロベニア | グレゴル・チュレトニク             |
| 17  | MF   | スロベニア | クレメン・クンステリ               |
| 18  | MF   | スロベニア | デニス・メシャノヴィッチ           |
| 19  | DF   | スロベニア | アヴベリ・ジガ                     |
| 20  | FW   | スロベニア | マルコ・ルンデル                   |
| 21  | MF   | スロベニア | サショ・アレクサンデル・アヴベリ   |
| 22  | GK   | スロベニア | ダヴィド・ルカンツ                 |
| 23  | DF   | スロベニア | マティツ・ミルティッチ             |
| 27  | DF   | スロベニア | ユレ・モチュニク                   |
| 28  | MF   | スロベニア | クリスティアン・イェメツ・コツヤン |
| 31  | DF   | スロベニア | ドメン・ペレ                       |

## 歴代所属選手
- ブラジュ・モハル
- クレメン・イェルマン
- エドヴィン・ツィリコヴィッチ
- アレクサンダル・ヴァシリッチ
- アメル・クルツィッチ
- アレクサンデル・ドイェニッチ
- シモン・ゴロペチュニク
- ティン・クズマ
- ジャン・ツェラル
- ミティア・クロプチッチ
- ボルト・メテルコ
- クレメン・ストラヒンツ
- ネボイシャ・カラマルコヴィッチ
- イズトク・モチヴニク
- ヤカ・チェブリ
- ネイツ・ロンチャル
- アムブロジュ・ヴィデルガル